# Championnats du monde de snow bike
Les championnats du monde de snow bike sont des championnats créés par l'Union cycliste internationale (UCI) en 2024. Ils attribuent les titres mondiaux en snow bike (appelé également vélo sur neige), une discipline dérivée du VTT.

## Histoire
En octobre 2018, le snow bike est ajouté au règlement de l'UCI. Les projets annoncés pour organiser une Coupe du monde et un championnat du monde ont été repoussés plusieurs fois,. À l'été 2023, Châtel dans les Alpes savoyardes a finalement été annoncée comme première ville organisatrice des mondiaux en février 2024.
L'édition inaugurale s'est déroulée les 10 et 11 février à Châtel, en France, dans la station de ski des Portes du Soleil, sur les pistes d'Aity et du Linga. Un peu plus de 50 athlètes sont au départ, dont sept femmes. Parmi les participants figurent d'anciens champions du monde de descente VTT. Lors du deuxième événement qui s'est tenu au même endroit le 8 février 2025, les deux disciplines ont lieu le même jour.

## Format
Il n'y a pas de critères de sélection spécifiques pour les athlètes, seulement un nombre maximum de 15 par pays. Il existe deux compétitions pour hommes et femmes, appelées duper-G et dual slalom.
Le super-G est calqué sur la discipline de ski alpin du même nom ; les coureurs doivent franchir une série de portes sur une piste en pente dont la dénivellation est comprise entre 350 et 650 mètres. L'écart entre les portes est d'environ 20-25 mètres
Le dual slalom est comparable au slalom parallèle du ski alpin ou à la discipline du VTT, également appelé dual slalom, qui fut ensuite remplacé par le four-cross. Deux coureurs traversent deux parcours de slalom parallèles en même temps. Un duel se compose de deux tours, les coureurs changeant de côté après le premier tour. Le vainqueur d'un duel est celui qui a réalisé le temps total le plus court. Le tournoi se déroule selon un système à élimination directe, en commençant par les 32 meilleurs coureurs du super-G, qui sert également de qualification.

## Éditions
| Année | Pays   | Ville   |
| ----- | ------ | ------- |
| 2024  | France | Châtel, |
| 2025  | France | Châtel, |
| 2026  | France | Châtel, |

## Palmarès

### Hommes

#### Super-G
| Année | Or               | Argent           | Bronze        |
| ----- | ---------------- | ---------------- | ------------- |
| 2024  | Pierre Thévenard | Henry Kerr       | Vincent Tupin |
| 2025  | Vincent Tupin    | Pierre Thévenard | Cédric Gracia |

#### Dual slalom
| Année | Or               | Argent           | Bronze        |
| ----- | ---------------- | ---------------- | ------------- |
| 2024  | Pierre Thévenard | Vincent Tupin    | Henry Kerr    |
| 2025  | Léo Grisel       | Pierre Thévenard | Vincent Tupin |

### Femmes

#### Super-G
| Année | Or           | Argent           | Bronze       |
| ----- | ------------ | ---------------- | ------------ |
| 2024  | Morgane Such | Veronika Widmann | Lisa Baumann |
| 2025  | Lisa Baumann | Vicky Clavel     | Zoé Fayolle  |

#### Dual slalom
| Année | Or           | Argent       | Bronze         |
| ----- | ------------ | ------------ | -------------- |
| 2024  | Lisa Baumann | Morgane Such | Jolanda Kiener |
| 2025  | Lisa Baumann | Zoé Fayolle  | Morgane Such   |